# Campeonato Nacional en Parejas
El Campeonato Nacional de Parejas (Mexican National Tag Team Championship en inglés) es un campeonato de lucha libre profesional promovido en el Consejo Mundial de Lucha Libre. Los campeones actuales son Los Depredadores (Magnus & Rugido), quienes se encuentran en su primer reinado en conjunto.

## Campeones

### Campeones actuales
Los campeones actuales son Los Depredadores (Magnus & Rugido), quienes se encuentran en su primer reinado en conjunto. Magnus & Rugido ganaron el campeonato tras derrotar a los excampeones Esfinge & Fugaz el 9 de julio de 2023 en Domingos Arena México.
Magnus & Rugido registran hasta el 18 de marzo de 2025 las siguientes defensas televisadas:
1. vs. La Ola Negra (Akuma & Espanto Jr.) (18 de agosto de 2023, CMLL Gran Prix Internacional 2023, Arena México)
2. vs. Fugaz & Stigma (4 de septiembre de 2023, Lunes Clásico de Arena Puebla)
3. vs. Neón & Futuro (13 de octubre de 2023, Viernes de Arena México)
4. vs. Brillante Jr. & Neón (29 de marzo de 2024, Homenaje a Dos Leyendas, Arena México)
5. vs. Neón & Futuro (12 de mayo de 2024, Arena Coliseo Tony Areyano, Torreón, Coahuila)
6. vs Hijo de Villano III & Villano III Jr. (27 de septiembre de 2024, Noche de Campeones 2024, Arena México)

### Lista de campeones
† indica cambios no reconocidos por Asistencia Asesoría y Administración
|                                      | Luchador                                                     | N.º | Fecha                    | Días | Show o evento         | Notas y referencias |
| ------------------------------------ | ------------------------------------------------------------ | --- | ------------------------ | ---- | --------------------- | --- |
| 1                                    | Ringo Mendoza (1) y Cachorro Mendoza (1)                     | 1   | 18 de junio de 1982      | 1029 | Live event            | |
| 2                                    | Cien Caras (1) y Sangre Chicana (1)                          | 1   | 12 de abril de 1985      | 199  | Live event            | |
| 3                                    | Rayo de Jalisco Jr. (1) y Tony Benetto (1)                   | 1   | 28 de octubre de 1985    | 170  | Live event            | |
| 4                                    | Los Hermanos Dinamita (Cien Caras (2) & Máscara Año 2000 (1) | 1   | 16 de abril de 1986      | 344  | Live event            | |
| 5                                    | MS1 (1) y Masakre (1)                                        | 1   | 26 de marzo de 1987      | 377  | Live event            | |
| 6                                    | Ángel Azteca (1) y Atlantis (1)                              | 1   | 6 de abril de 1988       | 780  | Live event            | |
| 7                                    | Bestia Salvaje y Pierroth Jr.                                | 1   | 26 de mayo de 1990       | 287  | Live event            | |
| 8                                    | Ángel Azteca (2) y Volador (1)                               | 1   | 9 de marzo de 1991       | 81   | Live event            | |
| 9                                    | Tony Arce y Vulcano                                          | 1   | 29 de mayo de 1991       | 189  | Live event            | |
| 10                                   | Los Metálicos (Oro (1) & Plata (1))                          | 1   | 4 de diciembre de 1991   | 6    | Live event            | |
| —                                    | Vacante                                                      | —   | 10 de diciembre de 1991  | —    | —                     | El campeonato quedó vacante después de una lucha contra Los Destructores. |
| 11                                   | Tony Arce (2) y Vulcano (2)                                  | 2   | 22 de diciembre de 1991  | 82   | Live event            | Derrotaron a Los Metálicos (Oro & Plata) en una revancha titular. |
| 12                                   | Misterioso (1) y Volador (2)                                 | 1   | 8 de marzo de 1992       | 142  | Domingos Arena México | |
| 13                                   | Tony Arce (3) y Vulcano (3)                                  | 3   | 28 de agosto de 1992     | 73   | Live event            | |
| Asistencia Asesoría y Administración |                                                              |     |                          |      |                       | |
| 14                                   | Misterioso (2) y Volador (3)                                 | 2   | 9 de octubre de 1992     | 127  | AAA Sin Límite        | |
| 15                                   | Tony Arce (4) y Rocco Valente (1)                            | 1   | 12 de febrero de 1993    | 574  | AAA Sin Límite        | |
| 16                                   | Heavy Metal (1) y Latin Lover (1)                            | 1   | 11 de septiembre de 1994 | 84   | AAA Sin Límite        | |
| 17                                   | Fuerza Guerrera (1) y Juventud Guerrera (1)                  | 1   | 2 de diciembre de 1994   | 181  | AAA Sin Límite        | |
| 18                                   | Latin Lover (2) y Panterita del Ring (1)                     | 1   | 1 de junio de 1995       | 109  | AAA Sin Límite        | |
| 19                                   | Fuerza Guerrera (2) y Juventud Guerrera (2)                  | 2   | 18 de septiembre de 1995 | 104  | AAA Sin Límite        | |
| —                                    | Vacante                                                      | —   | Diciembre de 1995        | —    | —                     | Debido a que Fuerza Guerrera dejó la empresa para unirse a Promo Azteca. |
| —                                    | Juventud Guerrera y Psicosis                                 | †   | 12 de enero de 1996      | 1    | House show            | Derrotaron a Volador y El Mexicano por el título vacante, la Comisión de Box y Lucha Libre de México, D.F. le regresa los cinturones a las Guerreras afirmando que nunca perdieron los títulos. Reinado no reconocido por la Asistencia Asesoría y Administración. |
| —                                    | Vacante                                                      | —   | Agosto de 1996           | —    | —                     | Debido a que Fuerza y Juventud compitieron en otras empresas diferentes. |
| 20                                   | Fuerza Guerrera (3) y Mosco de la Merced (1)                 | 1   | 20 de julio de 1997      | 323  | Top Win Promotions    | Derrotaron a Perro Aguayo y Perro Aguayo Jr. en la final del torneo. |
| 21                                   | Perro Aguayo (1) y Perro Aguayo Jr. (1)                      | 1   | 7 de junio de 1998       | 329  | Triplemanía VI        | |
| 22                                   | Los Vipers (Abismo Negro (1) & Electroshock (1))             | 1   | 2 de mayo de 1999        | 198  | AAA Sin Límite        | |
| 23                                   | Hator (1) y The Panther (1)                                  | 1   | 7 de noviembre de 1999   | 182  | AAA Sin Límite        | |
| 24                                   | Los Vipers (Abismo Negro (2) & Electroshock (2))             | 2   | 7 de mayo del 2000       | 63   | AAA Sin Límite        | |
| 25                                   | Héctor Garza (1) y Perro Aguayo Jr. (2)                      | 1   | 9 de julio del 2000      | 61   | AAA SIn Límite        | |
| 26                                   | El Texano (1) y Pirata Morgan (1)                            | 1   | 8 de septiembre del 2000 | 429  | AAA SIn Límite        | |
| 27                                   | La Parka Jr. (1) y Máscara Sagrada Jr. (1)                   | 1   | 11 de noviembre del 2001 | 159  | AAA Sin Límite        | |
| 28                                   | Chessman (1) y Electroshock (3)                              | 1   | 19 de abril del 2002     | 427  | AAA Sin Límite        | |
| 29                                   | La Parka (2) y Octagón (1)                                   | 1   | 20 de junio del 2003     | 3110 | AAA Sin Límite        | La Parka antes conocida como La Parka Jr. |
| —                                    | Retirado                                                     | —   | N/A                      | —    | N/A                   | El título fue retirado tras volverse a defender por un tiempo tras enfocarse en sus títulos de AAA. |
| Consejo Mundial de Lucha Libre       |                                                              |     |                          |      |                       | |
| —                                    | Reactivado                                                   | —   | 12 de febrero de 2020    | —    | N/A                   | El CMLL anunció que recuperarían el campeonato y controlarían un torneo de 16 equipos. |
| 30                                   | Atlantis Jr. (1) & Flyer (1)                                 | 1   | 13 de marzo de 2020      | 483  | Super Viernes         | Derrotaron a El Hijo del Villano III & Templario en la final del torneo. |
| 31                                   | Los Atrapasueños (Espíritu Negro (1) & Rey Cometa (1))       | 1   | 9 de julio de 2021       | 87   | Super Viernes         | |
| 32                                   | Felino Jr. (1) & Pólvora (1)                                 | 1   | 4 de octubre de 2021     | 167  | Lunes Arena Puebla    | |
| 33                                   | Esfinge (1) & Fugaz (1)                                      | 1   | 20 de marzo de 2022      | 476  | Domingos Arena México | |
| 34                                   | Los Depredadores Magnus (1) & Rugido (1)                     | 1   | 9 de julio de 2023       | 618+ | Domingos Arena México | |